# Rinaldo Fidel Brédice
Rinaldo Fidel Brédice (Tortugas, província de Santa Fé, 11 de setembro de 1932 - General Pico, província de La Pampa, 14 de abril de 2018) foi um clérigo argentino e bispo católico romano de Santa Rosa.
Rinaldo Fidel Brédice estudou filosofia e teologia no Seminário diocesano Charles Borromeo. Foi ordenado sacerdote em 22 de dezembro de 1956 na Catedral de Nossa Senhora do Rosário em Rosário pelo Cardeal Antonio Caggiano. Foi primeiro capelão do Colégio Mayor Universitario León XIII na cidade de Rosário e depois trabalhou como pároco e capelão militar. Foi professor de teologia pastoral no Seminário Charles Borromeo. Em 1985 foi nomeado Vigário Geral da Diocese de Santa Rosa.
O Papa João Paulo II o nomeou Bispo de Santa Rosa em 31 de janeiro de 1992. O Arcebispo de Bahía Blanca, Rómulo García, o consagrou em 19 de março do mesmo ano; Os co-consagradores foram Jorge Manuel López, Arcebispo de Rosário, e Ubaldo Calabresi, Núncio Apostólico na Argentina. Foi Presidente da Comissão Episcopal de Pastoral da Saúde e Subdelegado Adjunto da Região Pastoral Platense de 2002 a 2005.
Em 24 de junho de 2008, o Papa Bento XVI aceitou seu pedido de demissão por idade.